# Apollonius Molon
Apollonius Molon (altgriechisch Ἀπολλώνιος ὁ Μόλων Apollṓnios ho Mólōn) war einer der bedeutendsten griechischen Rhetoren des 1. Jahrhunderts vor Christus. Er war als Anwalt tätig, bevor er sesshaft wurde und eine Rhetorikschule gründete.
Molon wurde in Alabanda geboren, lebte später aber auf Rhodos. Für seine Wahlheimat fungierte er als Botschafter und reiste als solcher zweimal nach Rom.

## Wirken als Lehrer
Selbst Schüler des Menekles, vermittelte Molon nun in seiner Schule auf Rhodos sein Wissen. Obwohl einige seiner Schüler lateinsprachig waren und trotz der vorherrschenden Rolle des römischen Reiches sprach der Gelehrte Molon kein Latein. Dank seiner Brillanz und seines Ruhms wurde ihm die große Ehre zuteil, im römischen Senat in einer anderen Sprache als Latein vorzusprechen.
Die berühmtesten Schüler Molons waren Cicero, der von 79 bis 77 v. Chr. auf Rhodos weilte, und Gaius Iulius Caesar, den Molon ein Jahr (75–74 v. Chr.) unterrichtete. Cicero war antiken Stimmen zufolge der Lieblingsschüler Molons und wurde während seiner Ausbildung dessen Freund.
Molon lehrte seine Schüler, Reden schlicht und verständlich zu halten. Üblich war zu seiner Zeit der „asianische Stil“, der verschnörkelte Redewendungen und komplizierte Reden vorsah. Der Gelehrte lehnte diesen Stil ab und forderte das einfache Wort. Weiterhin verlangte er von seinen Schülern, sich sofort hinzusetzen, sobald sie Emotionen bei ihrem Publikum geschürt hätten, „[…] denn nichts trocknet schneller als eine Träne“.
Cicero und Andere erlernten von Molon alles, was zum Halten einer politischen Rede notwendig war: Langes Reden ohne Notizen, Reden in der freien Natur, die Aufmerksamkeit der Menge zu erhalten und gegen die Menge anzusprechen sowie Gestik und Haltung.
Die von Josephus geäußerte Meinung, dass Molon „ein Antijudaist“ war, entspricht wahrscheinlich nicht der Realität. Vielmehr waren wohl die Stoiker des Poseidonios das Ziel seiner Kritik. Von Molon ist kein Werk erhalten. Man vermutet, dass die Werke in den Wirren der Völkerwanderungszeit verloren gingen.

## Zitate
Zu Cicero sagte Molon laut Plutarch: „Dich, Cicero, lobe ich und zolle Dir Bewunderung, aber Griechenland muss ich bedauern, wenn ich sehe, dass der letzte Vorzug, der uns Griechen noch geblieben war, durch dich an die Römer übergeht: die Bildung und die Kunst des Wortes.“
Cicero sagte über seinen Lehrmeister: „Er war nicht nur talentiert als Anwalt und im Schreiben von Reden, sondern besonders begabt im Verbessern und Korrigieren und weise in seiner Art zu unterrichten […]“.
Molon über Emotionen: „[…] nichts trocknet schneller als eine Träne“.